# Trichocerca bicurvicornis
Trichocerca bicurvicornis är en hjuldjursart som först beskrevs av Mola 1913.  Trichocerca bicurvicornis ingår i släktet Trichocerca och familjen Trichocercidae. Inga underarter finns listade i Catalogue of Life.